# HMS Unity (N66)
L'HMS Unity (nº de gallardet : N66) era un submarí de classe U del primer grup d'aquesta classe construït per a la Royal Navy. Va entrar en servei el 1938 i va realitzar patrulles de guerra al Mar del Nord durant la Segona Guerra Mundial. El 29 d'abril de 1940, el Unity va ser enfonsat accidentalment després d'una col·lisió al port de Blyth.

## Construcció i carrera
El Unity va ser construït per Vickers-Armstrong a les drassanes de Barrow-in-Furness. Va ser el tercer i últim del primer grup de la classe U. La construcció va començar el 19 de febrer de 1937 i va ser posada en servei el 5 d'octubre de 1938 amb el gallardet nº N66.
A l'inici de la Segona Guerra Mundial, l'Undine era part de la 6a Flotilla Submarina, encarregada amb la defensa costanera del país, especialment al mar del Nord i la costa escocesa. Del 26 al 29 d'agost de 1939 la flotilla es va desplegar a les bases de guerra a Dundee i Blyth per complir la seva missió i començar el patrullatge. Durant aquestes va realitzar un atac fallit contra el submarí alemany U-2.
També va participar en missions de recerca i rescat. La més destacada és el salvament dels supervivents del vaixell pesquer neerlandès Protinus el 25 de març de 1940.

## Enfonsament
El Unity va sortir del port de Blyth el 29 d'abril de 1940 a les dos quarts de sis del matí cap a Noruega per a una missió de patrulla. La visibilitat aquella tarda era dolenta i a aquella hora es va reduir a 270 metres, moment en què el submarí sortia del port en direcció al canal principal, on el vaixell noruec Atle Jarl anava en ruta des d'Escòcia fins al Tyne. Minuts després, la visibilitat es va reduir a cent metres i cap dels dos vaixells es va adonar de la presència de l'altre fins que el submarí va detectar l'Atle Jarl a només cinquante metres de distància i en un curs de col·lisió.
El Unity només va tenir temps de tancar les comportes i invertir els motors abans que l' Atle Jarl hi xoqués violentament contra. Immediatament es va donar l'ordre d'abandonar la nau, i només cinc minuts després la nau es va enfonsar completament a 55° 13′ N, 1° 19′ O / 55.21°N,1.31°O. Malauradament dos dels vint-i-set tripulants, el tinent John Low i el mariner Henry Miller, van perdre la vida com que es van quedar a la sala de control inundada per tal que els seus companys poguessin escapar del naufragi.

## Derelicte
Les restes del naufragi són accessibles per submarinistes tècnics, situat a una profunditat d'entre 48 i 55 metres a les illes Farne.

## Llista de comandants
- Tinent (Lt.) John Frederick Beaufoy Brown (Royal Navy) del 15 juny de 1939 al 20 d'abril de 1940
- Tinent (Lt.) Francis John Brooks (Royal Navy) del 20 d'abril 1940 al 29 d'abril 1940